# Nagari Tigo Koto Silungkang
Nagari Tigo Koto Silungkang is een bestuurslaag in het regentschap Agam van de provincie West-Sumatra, Indonesië. Nagari Tigo Koto Silungkang telt 6884 inwoners (volkstelling 2010).